# Annastift (Hannover)
Das Annastift (Ausspracheⓘ, seit 2016: Diakovere Annastift) ist eine Einrichtung der Krankenpflege, deren weitere Tätigkeitsschwerpunkte in Leistungen zur Teilhabe und der Berufsbildung liegen. Seit dem 1. Januar 2016 gehört die Einrichtung zum Konzern Diakovere. Die verschiedenen Häuser des Annastifts liegen im hannoverschen Stadtteil Kleefeld, seine Berufsbildungswerke im Stadtteil Mittelfeld und an der Hildesheimer Straße.

## Beschreibung des Annastifts
Das Mutterhaus des Annastifts liegt in unmittelbarer Nähe zum Stephansstift und zur ehemaligen Evangelischen Fachhochschule Hannover und grenzt direkt an den Hermann-Löns-Park östlich der Stadtmitte.
Das Annastift besteht aus folgenden Einrichtungen:
- orthopädisches Fachkrankenhaus (178 Betten)[2][3]
- Mira Lobe Schule, staatlich anerkannte Ganztagsschule für Kinder und Jugendliche mit Körperbehinderungen[4][5][6]
- Schulen für Sozial- und Gesundheitsberufe[7]
- Wohn- und Betreuungsbereich[8]
- Berufsbildungswerk[9]

Darüber hinaus werden kriegsverletzte Kinder aus dem Krieg in Afghanistan gepflegt.

## Geschichte
Der Name des Stifts geht auf Anna Freifrau von Borries (1854–1951) zurück, die 1891 mit ihrem Vermögen den Grundstock legte zur Errichtung einer Pflegeanstalt für „jugendliche Krüppel“. 1897 errichtete der Architekt Heinrich Wegener das Pflegeheim an der Kirchröder Straße (heute: Anna-von-Borries-Straße). Dort erfuhren behinderte Kinder und Jugendliche ärztliche und orthopädische Behandlung, eine christliche Erziehung sowie schulische und berufliche Ausbildung. Ausbildungsberufe waren beispielsweise Korbflechter, Bürstenbinder, Schneiderin oder Näherin. Die ärztliche Leitung hatte von 1901 bis 1923 der Orthopäde Peter Bade inne, der u. a. die Röntgendiagnostik am Annastift einführte. 1926–1927 wurde das Hauptgebäude nach Plänen des Architekten Werner Koech erweitert.
Im Ersten und Zweiten Weltkrieg diente das Stift auch als Lazarett. In der Weimarer Republik spezialisierte sich das Stift zum orthopädischen Krankenhaus mit rund 450 Betten.
Nach 1933 wurde aufgrund zunehmenden Drucks das „nichtarische“ ärztliche Personal entlassen, darunter auch der Chefarzt Bruno Valentin. Zwar sind im Annastift keine Zwangssterilisationen durchgeführt worden, von dort wurden aber die Behörden über Betroffene informiert. Soweit bekannt, wurden keine Schutzbefohlene des Stifts Opfer der nationalsozialistischen Krankenmorde.
Nach den Luftangriffen auf Hannover im Zweiten Weltkrieg war das Annastift das einzige (nahezu) unbeschädigte Krankenhaus in Hannover. 1950 wurde mit Mitteln des Landes Niedersachsen und Spenden aus den USA ein Neubau für 195 Betten errichtet.
Um in einem wettbewerbsorientierten Gesundheitssystem bestehen zu können, schlossen sich das Annastift, die Henriettenstiftung und das Friederikenstift 2006 mit ihren Betriebsgesellschaften zur Holding Diakonische Dienste Hannover gGmbH zusammen, seit 1. Januar 2016 DIAKOVERE.

## Geschäftsführung
- Stefan David (2016)[11][12]
- Thomas Kersting

## Direktorium
- Michael Fantini (Medizinischer Direktor)
- Sabine Mischer (Pflegedirektorin)[11]

## Lehrstuhlinhaber
- H.-J. Refior (1980–1988)
- C.J. Wirth. (1988–2006)
- H. Windhagen (seit 2006)[10]

## Vorsteher (nicht vollständig)
- 1941–1969: Pastor Werner Dicke (* 1908, † 1969)[13]
- 1969–1983: Pastor Hermann-Eberhard Goebel, Oberkirchenrat a. D. (* 1920, † 1995)[14]
- 1983–2007: Pastor Gerhard Szagun (* 1940, † 2019)
- 2007–2012: Pastor Michael Hartlieb (* 1961)[15]